# Tào Quế
Tào Quế (tiếng Trung: 曹劌), hay còn được gọi là Tào Hối (曹翙) hay Tào Mạt (曹沫) (tranh cãi) là quan Đại phu nước Lỗ. Ông đã giúp Lỗ Trang công đánh bại quân Tề trong trận Trường Thược.

## Sự nghiệp

### Đánh bại quân Tề ở Trường Thược
Sau khi lên ngôi, Tề Hoàn công phong Quản Trọng làm Tướng quốc phụ trách triều chính. Năm 684 TCN, Tề Hoàn Công cử Bào Thúc Nha dẫn quân đánh Lỗ tại Trường Thược. Trước tình hình đó, Lỗ Trang công triệu tập quần thần bàn kế đối phó. Tào Quế, một nhân tài đang ẩn cư ở Đông Bình, xin được yết kiến gặp Lỗ Trang công. Sau khi được triệu về triều, Tào Quế trình bày chiến lược tùy cơ ứng biến thay vì kế hoạch định sẵn. Lỗ Trang Công đích thân cùng Tào Quế ra trận.
Bào Thúc Nha, với kinh nghiệm chiến thắng trước đó trước quân Lỗ, tỏ ra chủ quan khinh địch. Ngay khi quân Lỗ tới nơi, ông lập tức ra lệnh tấn công. Tào Quế khuyên Lỗ Trang Công kiên nhẫn phòng thủ, không vội giao chiến khi quân Tề đang hăng hái. Quân Tề ba lần đánh trống thúc quân nhưng đều bị quân Lỗ cố thủ vững chắc. Đến khi nhuệ khí quân Tề suy giảm, Tào Quế mới đề nghị phản công. Quân Lỗ chỉ cần một hồi trống đã đánh tan đội hình quân Tề. Sau chiến thắng, Tào Quế giải thích nguyên nhân thắng lợi nằm ở chỗ nắm bắt được "khí thế" quân địch, chờ khi quân Tề kiệt sức mới xuất kích. Ông còn thận trọng quan sát dấu hiệu rối loạn của địch trước khi truy kích để tránh bị phục kích. Lỗ Trang Công hết lời khen ngợi mưu lược của Tào Quế, phong ông làm Đại phu và ban thưởng hậu hĩnh cho Thi Bá vì đã tiến cử hiền tài. Trận Trường Thược trở thành điển hình về nghệ thuật "dĩ dật đãi lao" (lấy nhàn đợi mệt) trong lịch sử quân sự cổ đại.

### Can Gián Lỗ Trang công
Vào mùa hè năm thứ 23 dưới thời Lỗ Trang công (năm 671 TCN), Lỗ Trang công đã có một hành động gây nhiều tranh cãi khi quyết định sang nước Tề để chứng kiến lễ tế thần Xã. Theo quan niệm lễ nghi thời Chu, đây là một việc làm không phù hợp với địa vị và nghi thức dành cho bậc quân vương chư hầu. Tào Quế, một đại thần nổi tiếng với tài hùng biện và hiểu biết sâu rộng về lễ chế, đã dâng lời can ngăn Lỗ Trang công. Ông phân tích rằng lễ nghi là nền tảng để duy trì trật tự xã hội, quy định rõ ràng mối quan hệ trên dưới, thiết lập khuôn phép trong việc sử dụng ngân khố quốc gia. Những nghi thức như triều kiến, hội đàm giữa các nước chư hầu đều có quy tắc nghiêm ngặt, nhằm xác định địa vị tôn ti và tuân theo trật tự lớn nhỏ. Ngay cả việc xuất binh chinh phạt cũng phải dựa trên nguyên tắc trừng phạt những kẻ dám coi thường uy quyền của thiên tử. Tào Quế nhấn mạnh rằng, theo truyền thống, chư hầu phải đến triều kiến thiên tử, còn thiên tử thì tuần du khắp nơi để kiểm tra việc thực hiện các nghi lễ. Mọi hành vi của bậc quân vương đều được sử quan ghi chép cẩn thận để lưu truyền hậu thế. Nếu những ghi chép này không tuân thủ phép tắc, không chỉ làm tổn hại đến thanh danh của vị vua đương thời mà còn khiến con cháu đời sau hoang mang, không biết lấy đâu làm khuôn mẫu. Mặc dù lời can gián đầy đạo lý và thuyết phục, Lỗ Trang công vẫn giữ nguyên ý định, không chịu nghe theo lời khuyên của Tào Quế.